# Yasumi Matsuno
Yasumi Matsuno (松野 泰己, Matsuno Yasumi; nascido em 1965) é um designer de jogos eletrônicos japonês. Ele é um dos poucos designers a ter dois jogos que receberam uma pontuação perfeita da revista Famitsu: Vagrant Story e Final Fantasy XII foram aclamados com 40 de 40 pontos.

## Primeiros anos
Matsuno cresceu numa área rural, onde sentia que seu único entretenimento eram filmes, televisão e livros. Seus passatempos incluiam fazer dioramas. Ele gostava particularmente de dioramas da II Guerra Mundial, os quais costumava fazer pesquisando na biblioteca local. Ele incorporava elementos de narrativa em cada uma de suas criações.
Sua introdução a jogos eletrônicos foi jogando Space Invaders e Xevious os fliperamas enquanto esperava o trem. Ele gostava de The Legend of Zelda e Dragon Quest no Nintendo Entertainment System, e jogava intensamente no Amiga e PC, incluindo Ultima Online.

## Carreira

### Quest
Matsuno iniciou sua carreira na desenvolvedora japonesa de jogos eletrônicos Quest. Em 1993, ele atuou como diretor de Ogre Battle: March of the Black Queen para o Super NES. O jogo é a primeira instalação de uma série episódica de jogos de representação táticos. Ao nomeá-lo, Matsuno foi inspirado pelo segundo álbum da banda de rock Queen's segundo álbum, que continha duas músicas intituladas "Ogre Battle" e "The March Of The Black Queen". Até mesmo o "Rhyan Mar" no Ogre Battle mundo no mundo de Ogre Battle é nomeado a partir de "Seven Seas of Rhye". O próximo jogo em que trabalhou foi Tactics Ogre: Let Us Cling Together, lançado em 1995 para o Super Famicom no Japão. A narrativa política sombria girando em torno da realidade da guerra foi inspirada pela perspectiva externa de Matsuno sobre os eventos que se desdobraram durante a Guerra Civil Iugoslava , no começo da década de 1990, incluindo a limpeza étnica na Bósnia.
Apesar de Let Us Cling Together ser a segunda entrada lançada na franquia Ogre Battle, ela continha jogabilidade dramaticamente diferente de seu antecessor. Enquanto Ogre Battle: The March of the Black Queen era mais próximo de um jogo de representação de grande estratégia, Let Us Cling Together era um jogo de representação tático mais íntimo, baseado em esquadrões e isométrico. Let Us Cling Together então lançou uma sub-série dentro da franquia com Tactics Ogre sendo usado para distinguir as duas formas de jogabilidade nas sequências posteriores (notavelmente Tactics Ogre: The Knight of Lodis). Let Us Cling Together tem sido bem recebido e em março de 2006, leitores da revista japonesa Famitsu votaram nele como número sete entre seus 100 jogos favoritos de todos os tempos.

### Square e Square Enix
Em 1995, Matsuno se juntou a Square depois de sair da Quest. Na Square, Matsuno dirigiu e escreveu Final Fantasy Tactics para o PlayStation. Similar em design e jogabilidade a Tactics Ogre, o jogo foi enaltecido por sua história altamente intrincada. Após o lançamento do jogo, Matsuno e sua equipe começaram o desenvolvimento de Vagrant Story. De menor escopo que Final Fantasy Tactics, ainda assim foi conceituado pelos críticos e ganhou uma espécie de culto de fãs após seu lançamento. Matsuno supervisou o projeto PlayOnline da Square antes de seu primeiro lançamento beta em 2001. Ele então serviu como produtor para Final Fantasy Tactics Advance para o sistema Game Boy Advance, que compartilha do sistema de Final Fantasy Tactics mas possui uma história inteiramente distinta.
Em 2001, Matsuno foi indicado para trabalhar em Final Fantasy XII como diretor junto de Hiroyuki Ito. Ele concebeu o conceito original e trama do jogo. Matsuno declaradamente estava temperamental e se recusou a ir trabalhar por um mês após parte da equipe de Final Fantasy XII ter saído da Square Enix para se juntar a nova companhia de Hironobu Sakaguchi, Mistwalker. Em agosto de 2005, foi oficialmente anunciado que ele havia se retirado de sua posição no projeto devido a uma enfermidade prolongada.

### Período autônomo e Level-5
Em 2006, Matsuno expressou seu interesse no console Wii da Nintendo em um vídeo promocional, afirmando que estava impressionado com a funcionalidade intuitiva fornecida pelo controle remoto. Ele foi abordado por seu amigo Atsushi Inaba, produtor da PlatinumGames, para trabalhar no enredo do jogo MadWorld, de Wii. Enquanto desenvolvia o cenário, história e roteiro, Matsuno frequentemente realizava consultas com a equipe de desenvolvimento e recebia ordens conflitantes de membros do quadro de funcionários: os designers do jogo queriam enfatizar violência extrema mas os produtores desejavam entretanto reduzi-la. As ideias e escrita de Matsuno para o jogo foram influenciadas pela necessidade de balancear esses dois pontos de vista diferentes. Em outubro de 2007, o compositor e colaborador de longa data, Hitoshi Sakimoto mencionou que estava trabalhando com Matsuno em "algumas coisas". Quando os desenvolvedores originais do Tactics Ogre: Let Us Cling Together, foram reunidos para trabalhar em uma conversão reimaginada para o PlayStation Portable, Matsuno foi convocado para tratar do game design e novos elementos de narrativa.
Logo após o fim da conversão, o presidente Akihiro Hino da Level-5 entrou em contato com ele para convencê-lo a se juntar à empresa. Em junho de 2011, foi anunciado que Matsuno havia entrado para a Level-5 com base em sua impressão das séries Professor Layton e Inazuma Eleven e com o intuito de criar os jogos que queria. Durante sua estadia lá, ele desenvolveu o RPG de fantasia Crimson Shroud para o Nintendo 3DS, que é parte do projeto colaborativo Guild 01 entre Goichi Suda da Grasshopper Manufacture, Yoot Saito da Sega e o comediante Yoshiyuki Hirai. Matsuno saiu da Level-5 em Outubro de 2012 e explicou que “Com meu trabalho concluído na versão doméstica e ultramarina do meu jogo mais recente de 3DSWare, era boa oportunidade para eu me retirar e fazer uma pequena pausa a fim de recarregar para meu próximo projeto.” Em setembro de 2013, ele anunciou uma parceria com a empresa americana Playdek para desenvolver Unsung Story: Tale of the Guardians para Windows e smartphones, que será um jogo de estratégia similar aos títulos anteriores de Matsuno e baseado em um mundo de fantasia medieval. Em fevereito de 2016 porém, a Playdek anunciou que o desenvolvimento de Unsung Story havia sido interrompido devido a contratempos. O projeto foi mais tarde retomado em abril de 2016.

## Design de jogo
Matsuno afirmou que é intensamente influenciado por jogos ocidentais. Também é incluenciado por filmes, particularmente a trilogia original de Guerra nas Estrelas. Ele já descreveu a cultura de desenvolvimento na Quest como uma “boa ditadura” enquanto a da Square é mais “democrática”, e não gosta particularmente de outros membros da equipe tendo entrada em seu trabalho narrativo.

## Obras
| Lançamento | Título                                | Sistema              | Papel(éis)                                                       |
| ---------- | ------------------------------------- | -------------------- | ---------------------------------------------------------------- |
| 1990       | Conquest of the Crystal Palace        | NES                  | Planejador                                                       |
| 1993       | Ogre Battle: March of the Black Queen | Super NES            | Planejador, diretor                                              |
| 1995       | Tactics Ogre: Let Us Cling Together   | Super Famicom        | Designer de jogo, diretor, escritor de enredo                    |
| 1997       | Final Fantasy Tactics                 | PlayStation          | Diretor, escrito                                                 |
| 2000       | Vagrant Story                         | PlayStation          | Produtor, diretor, design de batalha, escritor                   |
| 2003       | Final Fantasy Tactics Advance         | Game Boy Advance     | Produtor                                                         |
| 2006       | Final Fantasy XII                     | PlayStation 2        | Trama do enredo, conceito original, diretor original, supervisão |
| 2009       | MadWorld                              | Wii                  | Escritor da história                                             |
| 2010       | Tactics Ogre: Let Us Cling Together   | PlayStation Portable | Design de jogo, enredo                                           |
| 2012       | Crimson Shroud                        | Nintendo 3DS (eShop) | Design de jogo, enredo                                           |
| 2014       | Terra Battle                          | iOS, Android         | Enredo                                                           |
| TBA        | Unsung Story: Tale of the Guardians   | PC, iOS, Android     | Design de jogo, história                                         |